# George Villiers, 1. Duke of Buckingham

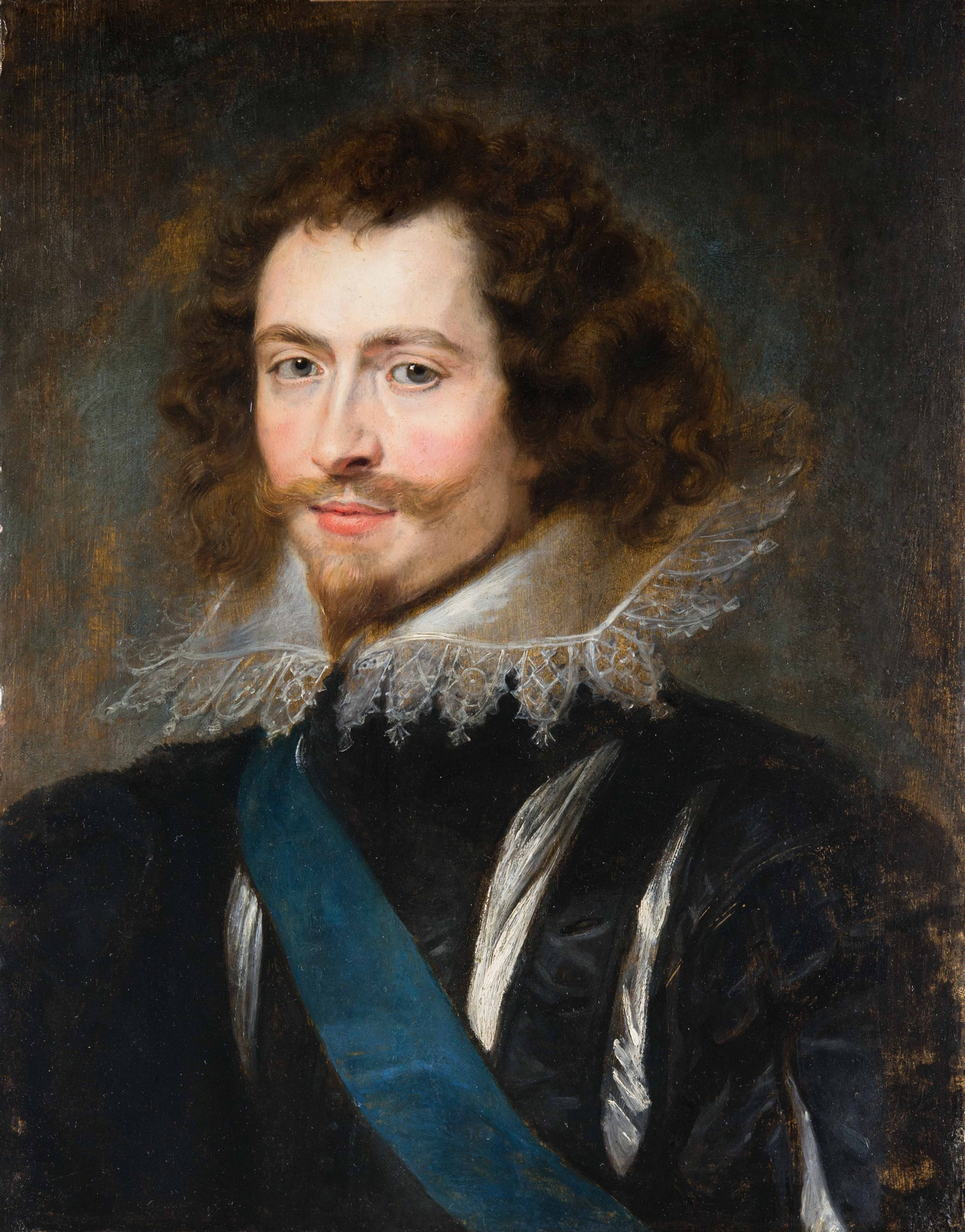
Porträt, gemalt von Peter Paul Rubens 1625.
Villiers’ Unterschrift:

Wappen des George Villiers, 1. Duke of Buckingham

George Villiers, 1. Duke of Buckingham KG (* 28. August 1592 in Brooksby, Leicestershire; † 23. August 1628 in Portsmouth), war ein bedeutender englischer Diplomat und Staatsmann am Anfang des 17. Jahrhunderts. Er war Günstling und leitender Minister unter den englischen Königen Jakob I. und Karl I.

## Leben
Er war ein jüngerer Sohn des niederen Adligen und Politikers Sir George Villiers († 1606) und gehörte dem englischen Familienzweig der Familie De Villiers an.
Wegen seiner außergewöhnlichen Schönheit wurde König Jakob I. auf ihn aufmerksam; nicht zuletzt deshalb gelang es Villiers, den bisherigen Favoriten des Königs Robert Carr aus dessen Gunst zu verdrängen. 1616 wurde er zum Viscount Villiers und Baron Whaddon, of Whaddon in the County of Buckingham, erhoben, 1617 zum Earl of Buckingham und 1618 zum Marquess of Buckingham.
In politischer Hinsicht machte Villiers auf sich aufmerksam durch die Fehden mit dem 1621 zusammengetretenen Parlament und die Reise nach Spanien, die er 1623 zusammen mit dem Kronprinzen Karl unternahm. Diese Reise, die eine Ehe Karls mit einer spanischen Infantin vorbereiten sollte, war außenpolitisch von zweifelhaftem Wert und wurde durch das undiplomatische Auftreten Villiers’ in Spanien zu einem politischen Fiasko. Die Hinwendung zu dem katholischen Spanien wurde zudem unter englischen Puritanern stark missbilligt. Für Villiers aber wurde die Reise zum Erfolg, weil sie ihm die Freundschaft des künftigen Königs verschaffte.
Er wurde 1623 zum Duke of Buckingham und Earl of Coventry erhoben und war mehr Höfling als Diplomat und Soldat. Nach dem Misserfolg der spanischen Heiratspläne gelang es Villiers später, eine Ehe Karls I. mit der französischen Prinzessin Henrietta Maria zu vermitteln.
Nach der Thronbesteigung Karls I. war Villiers die bestimmende Figur in der englischen Politik. Dieser Einfluss wurde auch durch die folgenschweren von Villiers zu verantwortenden außenpolitischen Fehlschläge nicht beeinträchtigt: Als das Parlament 1625 eine Anklage gegen Villiers erheben wollte, löste der König es umgehend auf. 1627 führte ein von Villiers geplanter Versuch, die Hugenotten zu unterstützen, zu einer Niederlage vor La Rochelle, die 4000 englische Soldaten das Leben kostete. Von 1625 bis 1628 war er Lord Warden of the Cinque Ports. Bei seiner Landung auf der Île de Ré 1627 machte er den Fehler, das kleine französische Fort de La Prée unbeachtet zu lassen. In dessen Schutz landeten die französischen Truppen unter Henri de Schomberg und zwangen Villiers zum Abzug von der Insel.
Als die Opposition gegen die Stuarts wuchs, versuchte er die Bevölkerung zu einem Krieg gegen den Erbfeind Spanien zu begeistern und befehligte selbst die Expedition gegen die Silberflotte nach Cádiz, die scheiterte. Mitten in den Vorbereitungen zu einer neuen Expedition nach La Rochelle wurde Villiers 1628 von John Felton erdolcht.
Bekannt ist er durch die Darstellung seiner Person in Die drei Musketiere von Alexandre Dumas.

## Ehe und Nachkommen
Am 16. Mai 1620 heiratete er Lady Katherine Manners, und zwar gegen den Willen ihres Vaters Francis Manners, 6. Earl of Rutland. Beim Tod ihres Vaters 1632 erbte sie den Titel 18. Baroness de Ros. Mit ihr hatte er vier Kinder:
- Lady Mary Villiers (1622–1685), ⚭ (1) 1634 Sir Charles Herbert, ⚭ (2) James Stewart, 4. Duke of Lennox, ⚭ (3) Colonel Thomas Howard.
- Charles Villiers, Earl of Coventry (1625–1627);
- George Villiers, 2. Duke of Buckingham (1628–1687);
- Lord Francis Villiers (postum * 1628; gefallen 1648);